# Греческое кружево

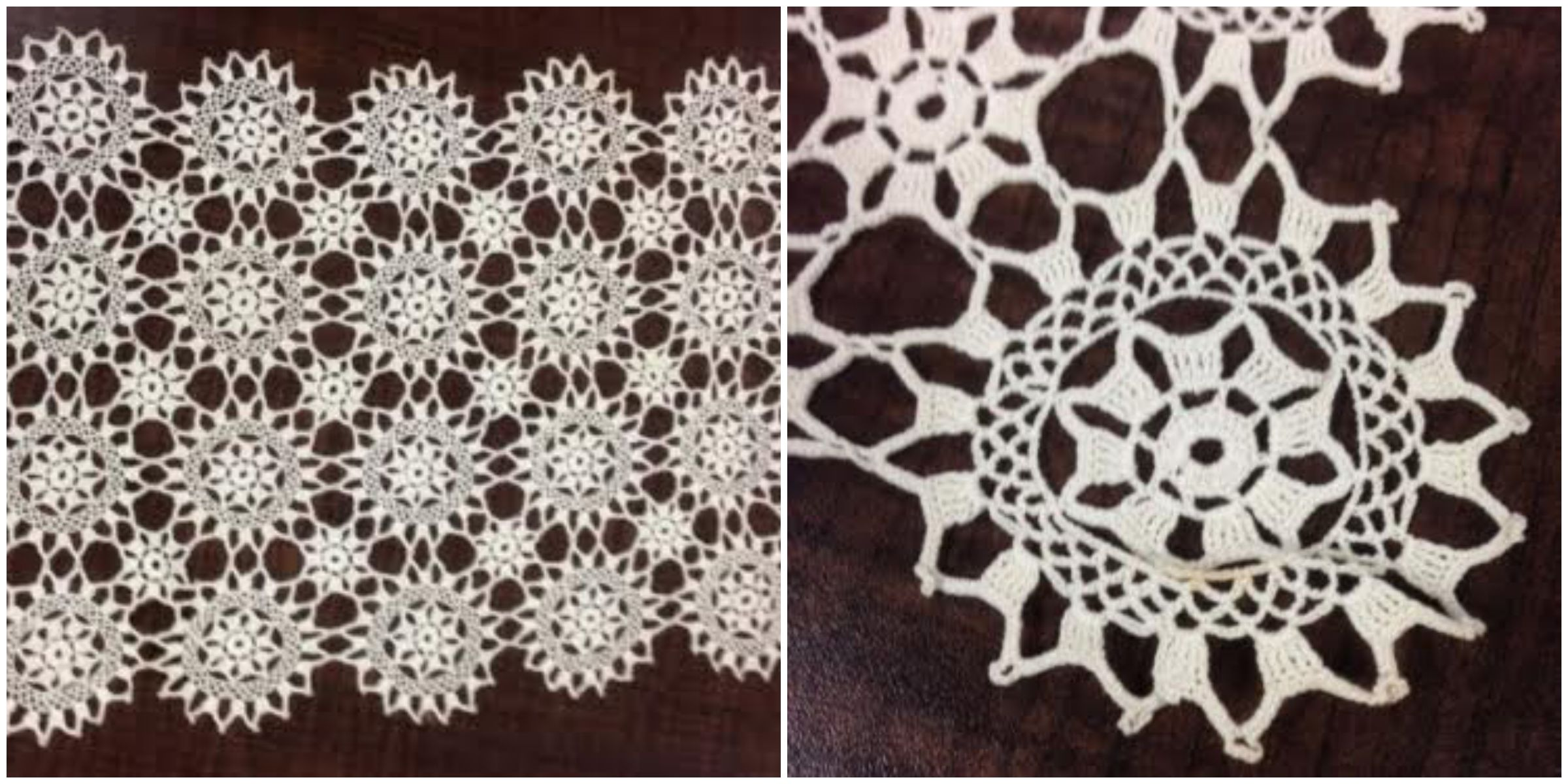
Греческий кружевной узор

Греческое кружево — обобщённое понятие кружев, включающее разные техники и считающееся одной из самых ранних форм всех кружев. Некоторые типы греческого кружева включают ретичеллу, римское кружево, ришелье, венецианский гипюр.

## История

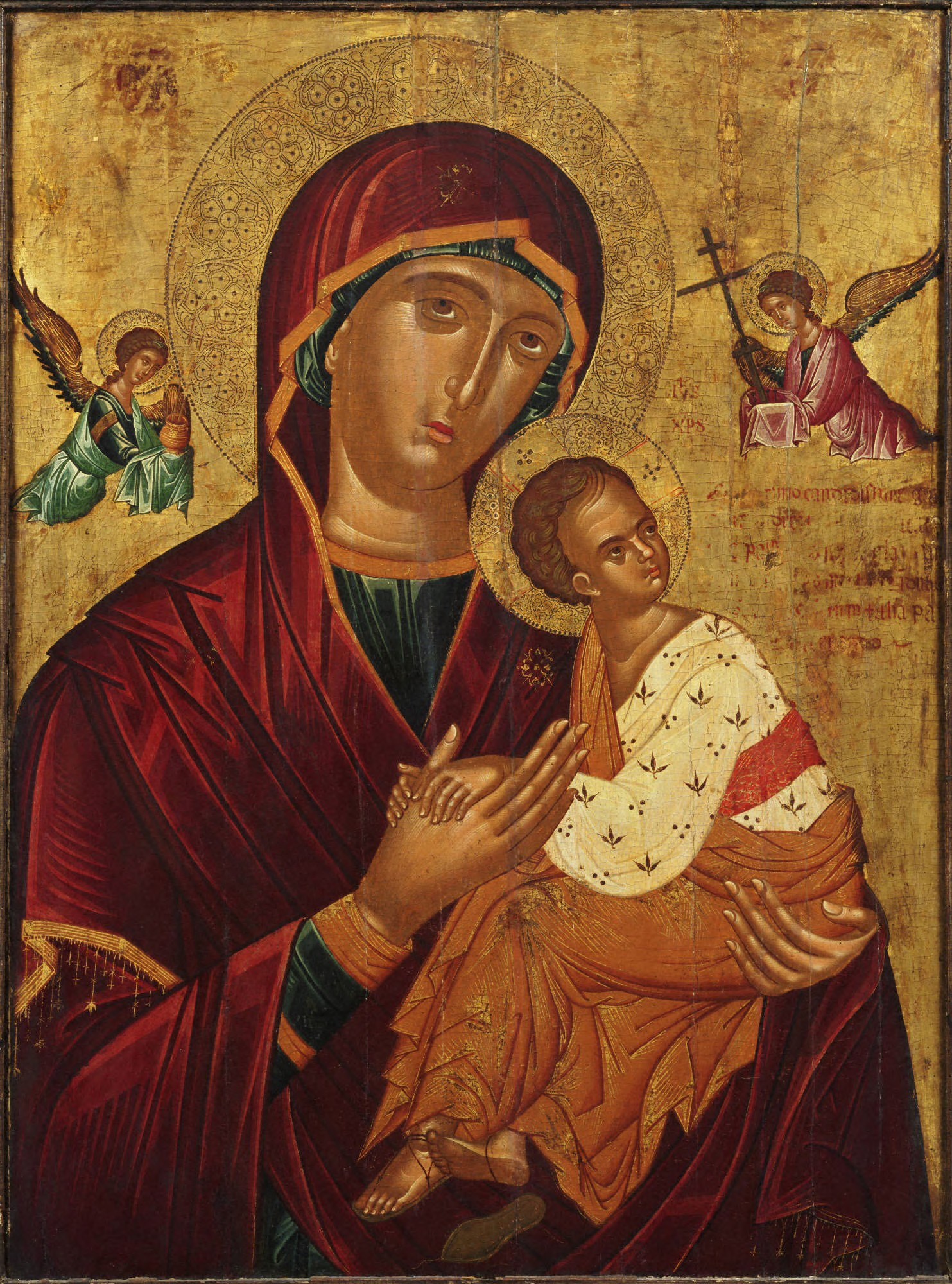
Греческое кружево на рукаве Богородицы Андреоса Рицоса. Художественный музей Принстонского университета

Тонкое искусство кружева иглой приписывают греческим беженцам из Византийской империи после падения Константинополя под турками. Многие преследуемые греки, спасающиеся от варваров-османов, нашли убежище в соседней Италии, в таких местах, как Сицилия, Генуя и Венеция; и использовали искусство кружевоплетения как источник средств к существованию. Различные техники кружева, используемые в настоящее время, были созданы в Древней Греции и развиты в Византии. Они обозначались особыми терминами, такими как аркис, диктион, кекрифалос, ойя и трихаптон. Бибила, техника игольного кружева, обычно производилась в прибрежной зоне Малой Азии, на греческих островах Родос и Кипр, в Армении и в районе Фракии. Бибила или ойя изображена на иконе «Богоматерь Гликофилусса», приписываемой школе Андреоса Рицоса.
Греческое кружево было впервые изготовлено с 1480 по 1620 год, причём узоры всегда были строгого геометрического типа. Греческое кружево в больших количествах использовалось для украшения церковных облачений и церковных тканей. Самые ранние типы греческого кружева были созданы из прямых линий, застегивающихся на пуговицы с повторением. Вначале образцы греческого кружева формировались в основном в виде простейших геометрических очертаний. Первоначально это кружево делалось из кальки на пергаменте, а затем плелось на подушке, чтобы создать витиеватый узор.
Технология плетения кружева совершенствовалась, в кружевах создавалось всё больше разнообразных геометрических узоров. Узоры стали более полными, а полосы более витиеватыми.
К кружеву постепенно добавлялись геометрические очертания, такие как круги и треугольники, чтобы увеличить его размеры.
Ионические острова признаны родиной греческого кружева.
Ретичелла упоминается в Описи Сфорца в 1493 году, что ещё больше распространило идею и технику. Другие страны, такие как Германия, Франция, Испания, Фландрия и Англия, производили лишь очень ограниченное количество греческих кружев, их интерпретировали и имитировали, создавая больше видов кружев.
Греческое кружево стало популярным за пределами основных стран-производителей.

## Этимология
Между XV и XVIII термин «греческое кружево», возможно, произошел от периода, когда Ионические острова находились во владении Венецианской республики.
Кружево получается, когда нить закручивают, сплетают или скручивают с другими нитями независимо от ткани одним из 3 способов:
(1) с помощью иглы, когда работа известна как «игольчатое кружево»
(2) с помощью коклюшек,  когда работа известна как «коклюшечное кружево»
(3) с помощью машин.
Первоначально кружево делалось из льняных, шелковых, золотых или серебряных нитей, но теперь кружево часто делают из хлопчатобумажной нити.
Нет никаких доказательств того, что греческое кружево когда-либо производилось в Греции для коммерческих целей.

## Современность
В наши дни греческое кружево обычно считается отделочным.
Настоящие греческие кружева в настоящее время преимущественно производятся в Италии. Современное греческое кружево делается только из льняной нити, а не из шелка, который использовался изначально.
Массовое производство кружев также распространено.
Современное популярное использование кружева — это, прежде всего, украшения и свадебная одежда. Из-за своей популярности оно получило очень широкое распространение по всему миру и было модифицировано для создания других видов кружева, ныне известных как имитации.

## Виды
Поскольку греческое кружево является одной из самых ранних форм игольного кружева, существует множество различных вариаций, которые трудно различить. Одно из самых больших различий между различными типами древнегреческого кружева заключается в том, является ли оно «итальянским или фламандским». Однако образцы показали, что между ними нет стандартных различий.  Очень раннее греческое кружево можно определить по кружевной отделке.  Подлинное греческое кружево идентифицируется по процедуре плетения нити по определенному образцу .
Когда греческое кружево изготавливается на станках, оно делается совсем по-другому. Он либо тканый, где используются две нити, либо вышитый, когда рисунок вышивается на чем-то, что потом снимается.